# Lista över fornlämningar i Eskilstuna kommun (Råby-Rekarne)
Lista över fornlämningar i Eskilstuna kommun (Råby-Rekarne) är en förteckning av ett urval av de fornlämningar som finns i Råby-Rekarne i Eskilstuna kommun.
| Namn                             | Lämningstyp                 | Tillkomsttid | Historisk indelning        | Plats | Läge                 | ID-nr          | Bild                                      |
| -------------------------------- | --------------------------- | ------------ | -------------------------- | ----- | -------------------- | -------------- | ----------------------------------------- |
| Råby-Rekarne 1:1                 | Röse                        |              | Råby-Rekarne, Södermanland |       | 59.368113, 16.301003 | 10036200010001 | Ladda upp en bild av detta fornminne      |
| Råby-Rekarne 2:1                 | Röse                        |              | Råby-Rekarne, Södermanland |       | 59.381667, 16.319779 | 10036200020001 | Ladda upp en bild av detta fornminne      |
| Råby-Rekarne 2:2                 | Stensättning                |              | Råby-Rekarne, Södermanland |       | 59.381561, 16.319514 | 10036200020002 | Ladda upp en bild av detta fornminne      |
| Råby-Rekarne 2:3                 | Stensättning                |              | Råby-Rekarne, Södermanland |       | 59.381495, 16.320164 | 10036200020003 | Ladda upp en bild av detta fornminne      |
| Råby-Rekarne 3:1                 | Fornborg                    |              | Råby-Rekarne, Södermanland |       | 59.390266, 16.352081 | 10036200030001 | Ladda upp en bild av detta fornminne      |
| Råby-Rekarne 4:1                 | Stensättning                |              | Råby-Rekarne, Södermanland |       | 59.376155, 16.331078 | 10036200040001 | Ladda upp en bild av detta fornminne      |
| Råby-Rekarne 4:2                 | Stensättning                |              | Råby-Rekarne, Södermanland |       | 59.376038, 16.331199 | 10036200040002 | Ladda upp en bild av detta fornminne      |
| Råby-Rekarne 6:1                 | Hög                         |              | Råby-Rekarne, Södermanland |       | 59.372745, 16.284202 | 10036200060001 | Ladda upp en bild av detta fornminne      |
| Råby-Rekarne 6:2                 | Hög                         |              | Råby-Rekarne, Södermanland |       | 59.372845, 16.284063 | 10036200060002 | Ladda upp en bild av detta fornminne      |
| Råby-Rekarne 7:1                 | Gravfält                    |              | Råby-Rekarne, Södermanland |       | 59.373529, 16.280698 | 10036200070001 | Ladda upp en bild av detta fornminne      |
| Råby-Rekarne 8:1                 | Gravfält                    |              | Råby-Rekarne, Södermanland |       | 59.358559, 16.354001 | 10036200080001 | Ladda upp en bild av detta fornminne      |
| Råby-Rekarne 9:1                 | Stensättning                |              | Råby-Rekarne, Södermanland |       | 59.375204, 16.331081 | 10036200090001 | Ladda upp en bild av detta fornminne      |
| Råby-Rekarne 10:1                | Stensättning                |              | Råby-Rekarne, Södermanland |       | 59.374892, 16.332624 | 10036200100001 | Ladda upp en bild av detta fornminne      |
| Råby-Rekarne 11:1                | Stensättning                |              | Råby-Rekarne, Södermanland |       | 59.374786, 16.333045 | 10036200110001 | Ladda upp en bild av detta fornminne      |
| Råby-Rekarne 11:2                | Stensättning                |              | Råby-Rekarne, Södermanland |       | 59.374666, 16.333290 | 10036200110002 | Ladda upp en bild av detta fornminne      |
| Råby-Rekarne 11:3                | Stensättning                |              | Råby-Rekarne, Södermanland |       | 59.374559, 16.333625 | 10036200110003 | Ladda upp en bild av detta fornminne      |
| Råby-Rekarne 12:1                | Gravfält                    |              | Råby-Rekarne, Södermanland |       | 59.373573, 16.335398 | 10036200120001 | Ladda upp en till bild av detta fornminne |
| Råby-Rekarne 13:1                | Gravfält                    |              | Råby-Rekarne, Södermanland |       | 59.382730, 16.316856 | 10036200130001 | Ladda upp en bild av detta fornminne      |
| Råby-Rekarne 14:1                | Grav- och boplatsområde     |              | Råby-Rekarne, Södermanland |       | 59.381443, 16.316162 | 10036200140001 | Ladda upp en bild av detta fornminne      |
| Råby-Rekarne 14:2                | Hällristning                |              | Råby-Rekarne, Södermanland |       | 59.381332, 16.316394 | 10036200140002 | Ladda upp en bild av detta fornminne      |
| Råby-Rekarne 15:1                | Gravfält                    |              | Råby-Rekarne, Södermanland |       | 59.384021, 16.315087 | 10036200150001 | Ladda upp en bild av detta fornminne      |
| Råby-Rekarne 16:1                | Hög                         |              | Råby-Rekarne, Södermanland |       | 59.376809, 16.297013 | 10036200160001 | Ladda upp en bild av detta fornminne      |
| Råby-Rekarne 16:2                | Stensättning                |              | Råby-Rekarne, Södermanland |       | 59.376649, 16.296712 | 10036200160002 | Ladda upp en bild av detta fornminne      |
| Råby-Rekarne 17:1                | Grav markerad av sten/block |              | Råby-Rekarne, Södermanland |       | 59.381701, 16.304121 | 10036200170001 | Ladda upp en bild av detta fornminne      |
| Råby-Rekarne 18:1                | Gravfält                    |              | Råby-Rekarne, Södermanland |       | 59.384466, 16.305682 | 10036200180001 | Ladda upp en bild av detta fornminne      |
| Råby-Rekarne 19:1                | Gravfält                    |              | Råby-Rekarne, Södermanland |       | 59.383879, 16.307544 | 10036200190001 | Ladda upp en bild av detta fornminne      |
| Råby-Rekarne 20:1                | Gravfält                    |              | Råby-Rekarne, Södermanland |       | 59.384942, 16.302795 | 10036200200001 | Ladda upp en bild av detta fornminne      |
| Råby-Rekarne 22:1                | Gravfält                    |              | Råby-Rekarne, Södermanland |       | 59.386902, 16.304718 | 10036200220001 | Ladda upp en bild av detta fornminne      |
| Råby-Rekarne 23:1                | Stensättning                |              | Råby-Rekarne, Södermanland |       | 59.383873, 16.313672 | 10036200230001 | Ladda upp en bild av detta fornminne      |
| Råby-Rekarne 24:1                | Gravfält                    |              | Råby-Rekarne, Södermanland |       | 59.384996, 16.309258 | 10036200240001 | Ladda upp en bild av detta fornminne      |
| Råby-Rekarne 25:1                | Stensättning                |              | Råby-Rekarne, Södermanland |       | 59.384517, 16.302455 | 10036200250001 | Ladda upp en bild av detta fornminne      |
| Råby-Rekarne 25:2                | Stensättning                |              | Råby-Rekarne, Södermanland |       | 59.384428, 16.302331 | 10036200250002 | Ladda upp en bild av detta fornminne      |
| Råby-Rekarne 25:3                | Stensättning                |              | Råby-Rekarne, Södermanland |       | 59.384195, 16.302257 | 10036200250003 | Ladda upp en bild av detta fornminne      |
| Råby-Rekarne 26:1                | Gravfält                    |              | Råby-Rekarne, Södermanland |       | 59.385327, 16.299826 | 10036200260001 | Ladda upp en bild av detta fornminne      |
| Råby-Rekarne 27:1                | Stensättning                |              | Råby-Rekarne, Södermanland |       | 59.382638, 16.293842 | 10036200270001 | Ladda upp en bild av detta fornminne      |
| Råby-Rekarne 27:2                | Stensättning                |              | Råby-Rekarne, Södermanland |       | 59.382521, 16.293840 | 10036200270002 | Ladda upp en bild av detta fornminne      |
| Råby-Rekarne 27:3                | Stensättning                |              | Råby-Rekarne, Södermanland |       | 59.382404, 16.293962 | 10036200270003 | Ladda upp en bild av detta fornminne      |
| Råby-Rekarne 28:1                | Röse                        |              | Råby-Rekarne, Södermanland |       | 59.382056, 16.290895 | 10036200280001 | Ladda upp en bild av detta fornminne      |
| Råby-Rekarne 30:1                | Gravfält                    |              | Råby-Rekarne, Södermanland |       | 59.380661, 16.284084 | 10036200300001 | Ladda upp en bild av detta fornminne      |
| Råby-Rekarne 31:1                | Stensättning                |              | Råby-Rekarne, Södermanland |       | 59.380454, 16.284908 | 10036200310001 | Ladda upp en bild av detta fornminne      |
| Råby-Rekarne 32:1                | Stensättning                |              | Råby-Rekarne, Södermanland |       | 59.383048, 16.285068 | 10036200320001 | Ladda upp en bild av detta fornminne      |
| Råby-Rekarne 35:1                | Gravfält                    |              | Råby-Rekarne, Södermanland |       | 59.381706, 16.283747 | 10036200350001 | Ladda upp en bild av detta fornminne      |
| Råby-Rekarne 36:1                | Stensättning                |              | Råby-Rekarne, Södermanland |       | 59.381218, 16.284708 | 10036200360001 | Ladda upp en bild av detta fornminne      |
| Råby-Rekarne 37:1                | Stensättning                |              | Råby-Rekarne, Södermanland |       | 59.373093, 16.282360 | 10036200370001 | Ladda upp en bild av detta fornminne      |
| Råby-Rekarne 38:1                | Gravfält                    |              | Råby-Rekarne, Södermanland |       | 59.372538, 16.279455 | 10036200380001 | Ladda upp en bild av detta fornminne      |
| Stora stenen (Råby-Rekarne 39:1) | Röse                        |              | Råby-Rekarne, Södermanland |       | 59.375650, 16.272897 | 10036200390001 | Ladda upp en bild av detta fornminne      |
| Råby-Rekarne 40:1                | Stensättning                |              | Råby-Rekarne, Södermanland |       | 59.376413, 16.285044 | 10036200400001 | Ladda upp en bild av detta fornminne      |
| Råby-Rekarne 41:1                | Stensättning                |              | Råby-Rekarne, Södermanland |       | 59.369149, 16.302566 | 10036200410001 | Ladda upp en bild av detta fornminne      |
| Hägersberget (Råby-Rekarne 42:1) | Fornborg                    |              | Råby-Rekarne, Södermanland |       | 59.368638, 16.287197 | 10036200420001 | Ladda upp en till bild av detta fornminne |
| Råby-Rekarne 43:1                | Gravfält                    |              | Råby-Rekarne, Södermanland |       | 59.358213, 16.353851 | 10036200430001 | Ladda upp en bild av detta fornminne      |
| Råby-Rekarne 44:1                | Hög                         |              | Råby-Rekarne, Södermanland |       | 59.358727, 16.350542 | 10036200440001 | Ladda upp en bild av detta fornminne      |
| Råby-Rekarne 45:1                | Stensättning                |              | Råby-Rekarne, Södermanland |       | 59.381227, 16.317626 | 10036200450001 | Ladda upp en bild av detta fornminne      |
| Råby-Rekarne 46:1                | Gravfält                    |              | Råby-Rekarne, Södermanland |       | 59.385172, 16.310951 | 10036200460001 | Ladda upp en bild av detta fornminne      |
| Råby-Rekarne 47:1                | Stensättning                |              | Råby-Rekarne, Södermanland |       | 59.369678, 16.273730 | 10036200470001 | Ladda upp en bild av detta fornminne      |
| Råby-Rekarne 48:1                | Röse                        |              | Råby-Rekarne, Södermanland |       | 59.370068, 16.274878 | 10036200480001 | Ladda upp en bild av detta fornminne      |
| Råby-Rekarne 50:1                | Stensättning                |              | Råby-Rekarne, Södermanland |       | 59.381751, 16.323475 | 10036200500001 | Ladda upp en bild av detta fornminne      |
| Råby-Rekarne 51:1                | Gravfält                    |              | Råby-Rekarne, Södermanland |       | 59.379188, 16.326000 | 10036200510001 | Ladda upp en bild av detta fornminne      |
| Råby-Rekarne 52:1                | Stensättning                |              | Råby-Rekarne, Södermanland |       | 59.377077, 16.316051 | 10036200520001 | Ladda upp en bild av detta fornminne      |
| Råby-Rekarne 53:1                | Gravfält                    |              | Råby-Rekarne, Södermanland |       | 59.377244, 16.317339 | 10036200530001 | Ladda upp en bild av detta fornminne      |
| Råby-Rekarne 55:1                | Hällristning                |              | Råby-Rekarne, Södermanland |       | 59.380862, 16.314665 | 10036200550001 | Ladda upp en bild av detta fornminne      |
| Råby-Rekarne 56:1                | Hällristning                |              | Råby-Rekarne, Södermanland |       | 59.381086, 16.316832 | 10036200560001 | Ladda upp en bild av detta fornminne      |
| Råby-Rekarne 57:1                | Stensättning                |              | Råby-Rekarne, Södermanland |       | 59.381923, 16.318675 | 10036200570001 | Ladda upp en bild av detta fornminne      |
| Råby-Rekarne 59:1                | Stensättning                |              | Råby-Rekarne, Södermanland |       | 59.385483, 16.305901 | 10036200590001 | Ladda upp en bild av detta fornminne      |
| Råby-Rekarne 61:1                | Stensättning                |              | Råby-Rekarne, Södermanland |       | 59.384463, 16.300343 | 10036200610001 | Ladda upp en bild av detta fornminne      |
| Råby-Rekarne 61:2                | Stensättning                |              | Råby-Rekarne, Södermanland |       | 59.384182, 16.300955 | 10036200610002 | Ladda upp en bild av detta fornminne      |
| Råby-Rekarne 61:3                | Stensättning                |              | Råby-Rekarne, Södermanland |       | 59.384065, 16.300988 | 10036200610003 | Ladda upp en bild av detta fornminne      |
| Råby-Rekarne 61:4                | Stensättning                |              | Råby-Rekarne, Södermanland |       | 59.384011, 16.301181 | 10036200610004 | Ladda upp en bild av detta fornminne      |
| Råby-Rekarne 62:1                | Hällristning                |              | Råby-Rekarne, Södermanland |       | 59.383760, 16.296233 | 10036200620001 | Ladda upp en bild av detta fornminne      |
| Råby-Rekarne 63:1                | Stensättning                |              | Råby-Rekarne, Södermanland |       | 59.385191, 16.295198 | 10036200630001 | Ladda upp en bild av detta fornminne      |
| Råby-Rekarne 63:2                | Stensättning                |              | Råby-Rekarne, Södermanland |       | 59.385362, 16.295113 | 10036200630002 | Ladda upp en bild av detta fornminne      |
| Råby-Rekarne 64:1                | Stensättning                |              | Råby-Rekarne, Södermanland |       | 59.380945, 16.288170 | 10036200640001 | Ladda upp en bild av detta fornminne      |
| Råby-Rekarne 66:1                | Stensättning                |              | Råby-Rekarne, Södermanland |       | 59.384764, 16.315269 | 10036200660001 | Ladda upp en bild av detta fornminne      |
| Råby-Rekarne 68:1                | Stensättning                |              | Råby-Rekarne, Södermanland |       | 59.375236, 16.285451 | 10036200680001 | Ladda upp en bild av detta fornminne      |
| Råby-Rekarne 69:1                | Stensättning                |              | Råby-Rekarne, Södermanland |       | 59.375375, 16.284257 | 10036200690001 | Ladda upp en bild av detta fornminne      |
| Råby-Rekarne 71:1                | Stensättning                |              | Råby-Rekarne, Södermanland |       | 59.376868, 16.327975 | 10036200710001 | Ladda upp en bild av detta fornminne      |
| Råby-Rekarne 72:1                | Stensättning                |              | Råby-Rekarne, Södermanland |       | 59.373505, 16.308821 | 10036200720001 | Ladda upp en bild av detta fornminne      |
| Råby-Rekarne 72:2                | Stensättning                |              | Råby-Rekarne, Södermanland |       | 59.373533, 16.308522 | 10036200720002 | Ladda upp en bild av detta fornminne      |